# NGC 1180
NGC 1180 è una lontana galassia lenticolare (o ellittica) situata nella costellazione dell'Eridano, a una distanza di circa 446 milioni di anni luce dalla nostra Via Lattea.

## Scoperta
La galassia è stata scoperta il 31 dicembre 1885 dall'astronomo statunitense Francis Leavenworth.

## Descrizione
NGC 1180 e NGC 1181 si trovano alla stessa distanza dalla nostra Via Lattea e occupano la stessa regione di cielo. Dovrebbero quindi formare una coppia di galassie interagenti.